# 取り持ち女 (ホントホルスト)
『取り持ち女』（とりもちおんな、蘭: De koppelaarster、英: The Matchmaker）は、17世紀 オランダ絵画黄金時代の画家ヘラルト・ファン・ホントホルストが1625年に板上に油彩で制作した絵画である。1951年にレンブラント協会 (オランダの美術館の作品購入を支援する組織) の支援で購入されて以来、ユトレヒトにあるユトレヒト中央美術館に所蔵されている。

## 作品
ホントホルストは、ユトレヒト・カラヴァッジョ派の画家の1人であった。1610-1620年の間、彼はイタリアに滞在したが、強調されたキアロスクーロによる夜景図に特化したので、ゲラルド・デッレ・ノッティ (夜のゲラルド) という俗称で知られていた。1本のロウソクによって照らし出される情景は、ホントホルストの絵画の特徴である。

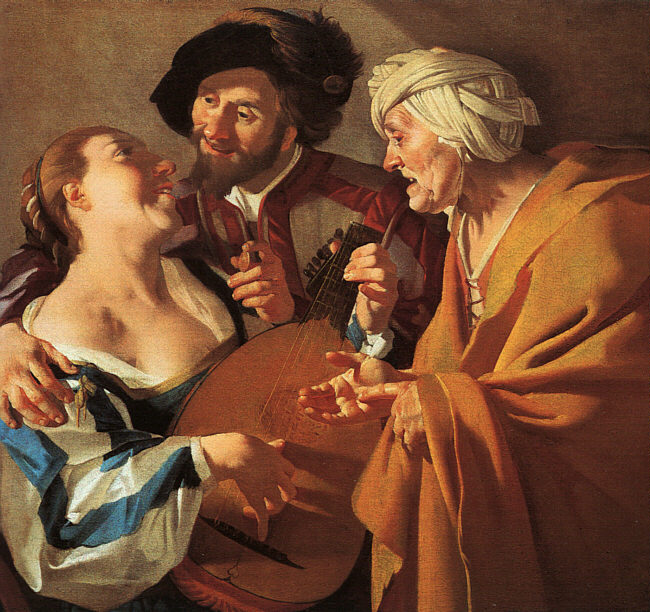
ディルク・ファン・バビューレン『取り持ち女』（1622年頃）、ボストン美術館

絵画には、挑発的に首元を開け (娘の乳房の1つがかすかに見える)、誘うような笑みを見せる若い女性が表されている。彼女の側には手に財布を持つ男と女衒の老婆がいる。彼らは皆、浅い空間に配置されており、テーブル上のロウソクは娘の胸と色鮮やかな服、頭部の羽根飾りを強調している。羽根は奔放な性格を表すものである。一般人のものではない、彼女のいでたちはその生業を示している。左側では、閉じた口から歯の突き出ている女衒の老婆が男を指差している。
リュートを指差す娘と男の手の影がリュートに映っているが、この場のリュートは娼婦の持ち物として表されており、官能的な意味を持つ。リュートはまた、17世紀には女性の性器と欲望の象徴であった。本作はコントラストに富んでおり、光と闇だけでなく、若さと老いも対照されている。なお、この絵画は、前景にシルエットの人物像を配置するというホントホルストの常套手段を表す見事な例である。
この絵画の若い女性は、ホントホルストのほかの絵画にも登場する。なお、同様の主題の絵画がホントホルストの同僚ディルク・ファン・バビューレンによって制作されている。